# 特雷巴
特雷巴（法語：Trébas）是法国南部-比利牛斯大区 塔恩省的一个市镇，属于阿尔比区 瓦朗瑟达尔比热瓦县。该市镇2009年时的人口 为409人。

## 人口
特雷巴人口变化图示
| 数据来源：INSEE |